# Templo de Leto (Delos)
El Templo de Leto o Letoon (en griego antiguo: Λητῶον, romanizado: Lētōon, en latín: Letoum) fue un antiguo templo griego dedicado a Leto en la isla de Delos, en Grecia. Sus ruinas forman parte del yacimiento arqueológico de Delos, declarado Patrimonio de la Humanidad por la Unesco. Más concretamente, el yacimiento forma parte de la zona del Lago Sagrado de Delos.

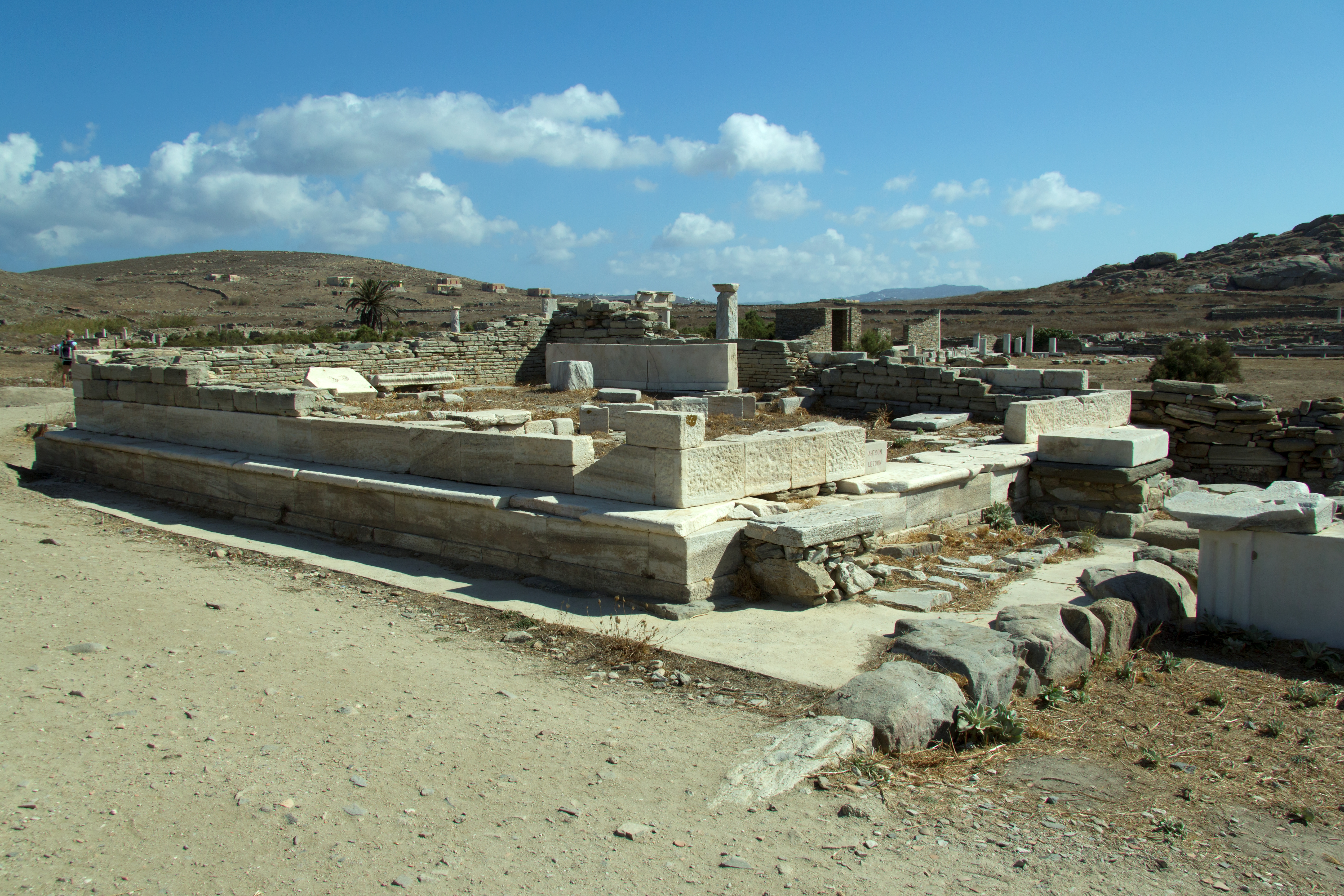
Ruinas del templo.

Fue construido en el periodo arcaico alrededor del 550 a. C. Estaba situado entre el santuario de Apolo y Artemisa y el Lago Sagrado, en el lado occidental de la posterior Ágora de los italianos. El templo estaba dedicado a Leto, de quien se creía que había dado a luz a Apolo a orillas del lago.
El templo tenía un pronaos, que podía no tener techo, y una naos o cella. Entre ambos había dos columnas. En las paredes del templo, tanto en el interior como en el exterior, había bancos de mármol para las ofrendas votivas.